# Ålbæk Klitplantage
Ålbæk Klitplantage  er et  a stort klitplantage og -hedeområde sydvest for Ålbæk i Vendsyssel mellem Frederikshavn og Skagen. Knasborg Å løber gennem plantagen.
Staten påbegyndte anlæggelsen af  Ålbæk Klitplantage i 1891 og det består er i dag på 736 ha bestående af især skovfyr, men også en del bjergfyr og enkelte steder østrigsk fyr. På  bedre jorder er der plantet sitkagran, som stammer fra 
Nordamerikas vestkyst. Der er egekrat der sandsynligvis rester efter den oprindelige egeskov, der tidligere  dækkede landsdelen, og  har vokset her længe før sandflugten i 1600-tallet.
I nordenden af plantagen ligger  Gårdbo Birks tingbakke, hvor der indtil 1688 holdtes der på denne bakke birketing, dvs. en lokal domstol. I 1891 blev 
bakken fredet og der blev rejst et  mindesmærke. 
I plantagens sydlige del ligger et lukket militært område. Syd for ligger Natura 2000- område nr. 3 Jerup Hede, Råbjerg og Tolshave Mose.

## Eksterne kilder og henvisninger
- Folder fra Naturstyrelsen

|  | Denne artikel om lokaliteten Ålbæk Klitplantage kan blive bedre, hvis der indsættes et (bedre) billede. Du kan hjælpe ved at afsøge Wikimedia Commons for et passende billede eller lægge et op på Wikimedia Commons med en af de tilladte licenser og indsætte det i artiklen. |

57°35′19.36″N 10°22′45.88″Ø / 57.5887111°N 10.3794111°Ø